# ایلیالا

ایلیالا شهری در شهرستان کایائو در استان بازگا در بورکینافاسوی مرکزی است و جمعیت آن ۱۰۸۹ نفر است.